# Riederalp

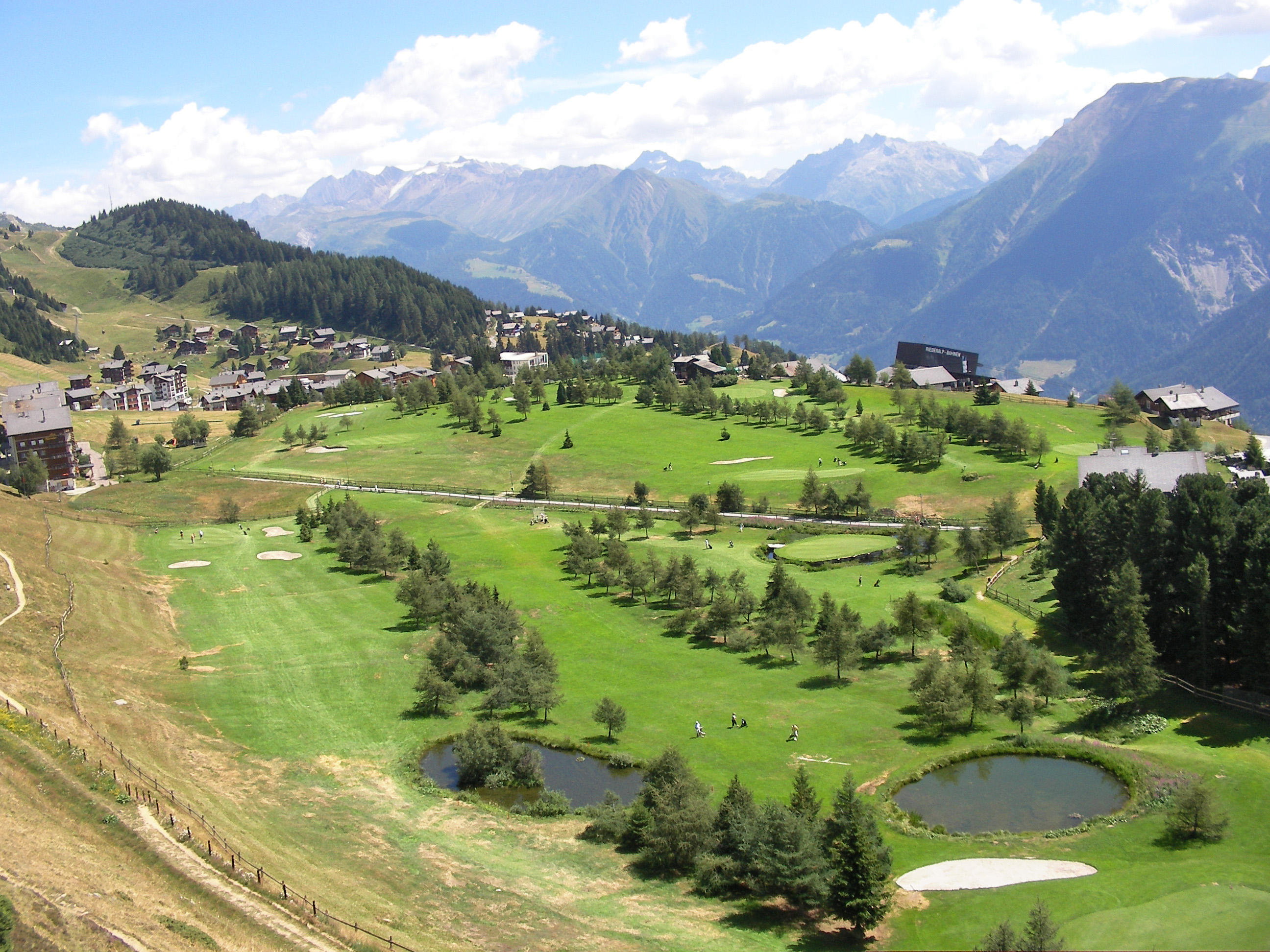
De golfbaan van Riederalp.

Riederalp is een gemeente en plaats in het Zwitserse kanton Wallis, en maakt deel uit van het district Östlich Raron. Het dorp is autovrij, op een paar elektrische wagentjes van de diverse hotels na. Het skigebied van Riederalp beslaat zo'n 30 km, maar kan makkelijk gecombineerd worden met de skigebieden van Bettmeralp en Fiescheralp, wat de totale afstand aan skipiste op 99 km brengt. Het dorp kent ook een langlaufloipe en diverse activiteiten in de zomer, zoals een funpark met karretjes die van de helling af kunnen rijden. Er is ook een minigolf.
Riederalp telde eind 2016 488 inwoners.

## Geschiedenis
De gemeente Riederalp is op 1 november 2003 ontstaan uit een fusie tussen de gemeenten Greich, Goppisberg en Ried-Mörel

## Transport
Vervoer van en naar Riederalp gebeurt via een kabelbaan. Die vertrekt vanuit Mörel in het Rhônedal. Dit dorp ligt aan de weg tussen Brig en de Furkapas en is dus makkelijk te bereiken. Het dorp kan ook per mountainbike bereikt worden vanuit Bitsch. Grote onderdelen voor bijvoorbeeld huizen die gebouwd worden, worden per helikopter naar Riederalp vervoerd. De Aletschpromenade brengt voetgangers en elektrische wagens naar het nabijgelegen Bettmeralp.
Vervoer vanuit het dorp naar hoger gelegen plaatsen gebeurt doorgaans via kleine gondelcabines voor 6 personen of per stoeltjeslift.

## Toerisme
De afgelopen jaren is het toerisme in het Aletschgebied sterk toegenomen. Het skiseizoen loopt van begin december tot begin april. Door de hoge ligging van het gebied is het Aletschgebied bijna de hele winter sneeuwzeker. Het dorp kent alle faciliteiten van een wintersportoord, zoals een supermarkt, diverse ski- en snowboardshops, hotels en restaurants. Daarnaast is er een groot aantal chalets en appartementen die worden verhuurd.

### Liften
Riederalp wordt bereikt via een kabelbaan vanuit Morel. De belangrijkste liften zijn:
| Naam                 | type          | hoogte dalstation | hoogte bergstation | lengte | capaciteit personen/uur | bouwjaar   |
| -------------------- | ------------- | ----------------- | ------------------ | ------ | ----------------------- | ---------- |
| Morel Ried-Morel     | kabelbaan     | 759               | 1200               | 1037   | 700                     | 1996       |
| Ried-Morel Riederalp | kabelbaan     | 1200              | 1951               | 1980   | 700                     | 1987       |
| Morel Riederalp      | kabelbaan     | 759               | 1950               | 2798   | 500                     | 1974       |
| Moosfluh             | kabelbaan     | 1886              | 2335               | 1798   | 2200                    | 1995       |
| Riederfurka          | stoeltjeslift | 1876              | 2119               | 702    | 2050                    | 2008 nieuw |
| Hohfluh              | stoeltjeslift | 1929              | 2227               | 1010   | 1090                    | 2009 nieuw |
| Golmenegg            | sleeplift     | 1954              | 2100               | 906    | 900                     | 1970       |
| Alpenrose 1          | sleeplift     | 1903              | 1935               | 179    | 1000                    | 1980       |
| Alpenrose 2          | sleeplift     | 1903              | 1935               | 179    | 720                     | 1980       |

### UNESCO
Door de bescherming van het Aletschgebied door de UNESCO zijn de uitbreidingen in verband met toerisme beperkt. Er kan niet veel meer bijgebouwd worden, wat voor zowel de dorpsbewoners als de toeristen voordelig is. Hierdoor blijft het gebied relatief rustig en blijft er een grote vraag/aanbodratio, wat de lokale economie ten goede komt.

## Open Wireless
In grote delen van het dorp is gratis draadloos internet beschikbaar via het Open Wireless-systeem. Inwoners en hotels stellen hun eigen internetverbinding beschikbaar om met zijn allen een groot netwerk te creëren. Er waren op 28 juli 2009 in totaal 88 steunpunten, waarvan 21 een eigen internetverbinding hadden. De overige punten dienen als doorgeefluik om het bereik te verbeteren. Het systeem is toegankelijk voor alle apparaten die de B/G-variant van wifi kunnen ontvangen, waaronder veel laptops, de BlackBerry, iPhone, iPod touch et cetera. Riederalp is hiermee het eerste toeristenoord in Europa dat een dergelijke infrastructuur voor gratis draadloos internet door het gehele dorp heeft.

## Persoonlijkheden
Art Furrer is een in het lager gelegen Greich geboren hotelmagnaat in Riederalp. Hij heeft meerdere hotels in het dorp, en bezit daarnaast ook de golfbaan/langlaufloipe van het dorp. Ook op andere plaatsen in het gebied bezit hij onroerend goed. Hotel Alpenrose - zijn bezit - is het oudste hotel van Riederalp.